# Việt Ngọc
Việt Ngọc là một xã thuộc huyện Tân Yên, tỉnh Bắc Giang, Việt Nam.

## Địa lý
Xã Việt Ngọc nằm phía tây huyện Tân Yên, cách thị trấn Cao Thượng 14 km, có vị trí địa lý:
- Phía đông giáp xã Song Vân
- Phía tây giáp xã Ngọc Vân và huyện Hiệp Hòa
- Phía nam giáp huyện Hiệp Hòa
- Phía bắc giáp xã Lam Cốt và tỉnh Thái Nguyên

Địa hình: Việt Ngọc là xã miền núi có địa hình thấp dần từ Tây Bắc xuống Đông Nam. Phía Bắc địa hình cao hơn với các dải đồi xen kẽ các khu dân cư và cánh đồng tạo nên bề mặt không đồng đều. Phía Nam địa hình thấp dần với những mỏm đồi nhấp nhô xen kẽ đồng bằng.
Dân cư: Năm 2011, dân số của xã là 8.628 người, trong đó Nam chiếm 49,14%, Nữ chiếm 50,86%; mật độ dân số bình quân 996 người/km2. Người dân Việt Ngọc chủ yếu là dân tộc kinh, số người trong độ tuổi lao động lớn (chiếm 60,36%). Toàn xã có 2.380 hộ, trong đó: hộ làm nông nghiệp 1.919 hộ; 189 hộ làm Công nghiệp - Xây dựng và 272 hộ kinh doanh thương mại, dịch vụ. Số lao động tham gia hoạt động kinh tế thời điểm năm 2011 khoảng 5.208 người, chủ yếu là lao động phổ thông chưa được qua đào tạo chuyên môn kỹ thuật nghề nghiệp. Lao động ở khu vực nông thôn chủ yếu là làm ruộng gắn với chăn nuôi, làm vườn và dịch vụ ở tại hộ gia đình.

## Hành chính
Xã Việt Ngọc được chia thành 10 thôn: An Lạc, Cầu Trại, Chung Chính, Đồng Gia, Đồng Xứng, Nành Tón, Ngùi, Phú Thọ, Tân Thể, Việt Hùng.

## Lịch sử
Trước năm 1954, xã Việt Ngọc nằm trong xã Hồng Kiều thuộc tổng Vân Cầu, huyện Yên Thế.
Ngày 20 tháng 10 năm 1954, chia xã Hồng Kiều thành 3 xã: Việt Ngọc, Ngọc Vân và xã Song Vân.
Ngày 8 tháng 12 năm 2016, HĐND tỉnh Bắc Giang ban hành Nghị quyết số 41/NQ-HĐND về việc:
- Sáp nhập thôn Phú Thọ 1 và thôn Phú Thọ 2 thành thôn Phú Thọ.
- Sáp nhập thôn Việt Hùng 1 và thôn Việt Hùng 2 thành thôn Việt Hùng.

## Văn hóa
Xã Việt Ngọc có lịch sử văn hóa lâu đời, hiện nay xã 4 ngôi chùa 2 ngôi đình được công nhận là di tích lịch sử cấp Tỉnh: chùa Gia, chùa Chính, chùa Thể Hội, chùa Hương Thịnh, Đình Thể và Đình Dĩnh. Trải qua các thời kỳ, Đảng bộ và Nhân dân xã Việt Ngọc quyết tâm xây dựng quê hương ngày càng giàu đẹp, văn minh.

## Giao thông
- Tỉnh lộ 295: đi thị trấn Cao Thượng và các huyện phía Đông, thị trấn Thắng và tỉnh Bắc Ninh
- Tỉnh lộ 297: đi xã Phúc Sơn.